# Jongny
Jongny je obec na jihozápadě Švýcarska, v okrese Riviera-Pays-d’Enhaut v kantonu Vaud. Žije zde přibližně 1 500 obyvatel.

## Geografie

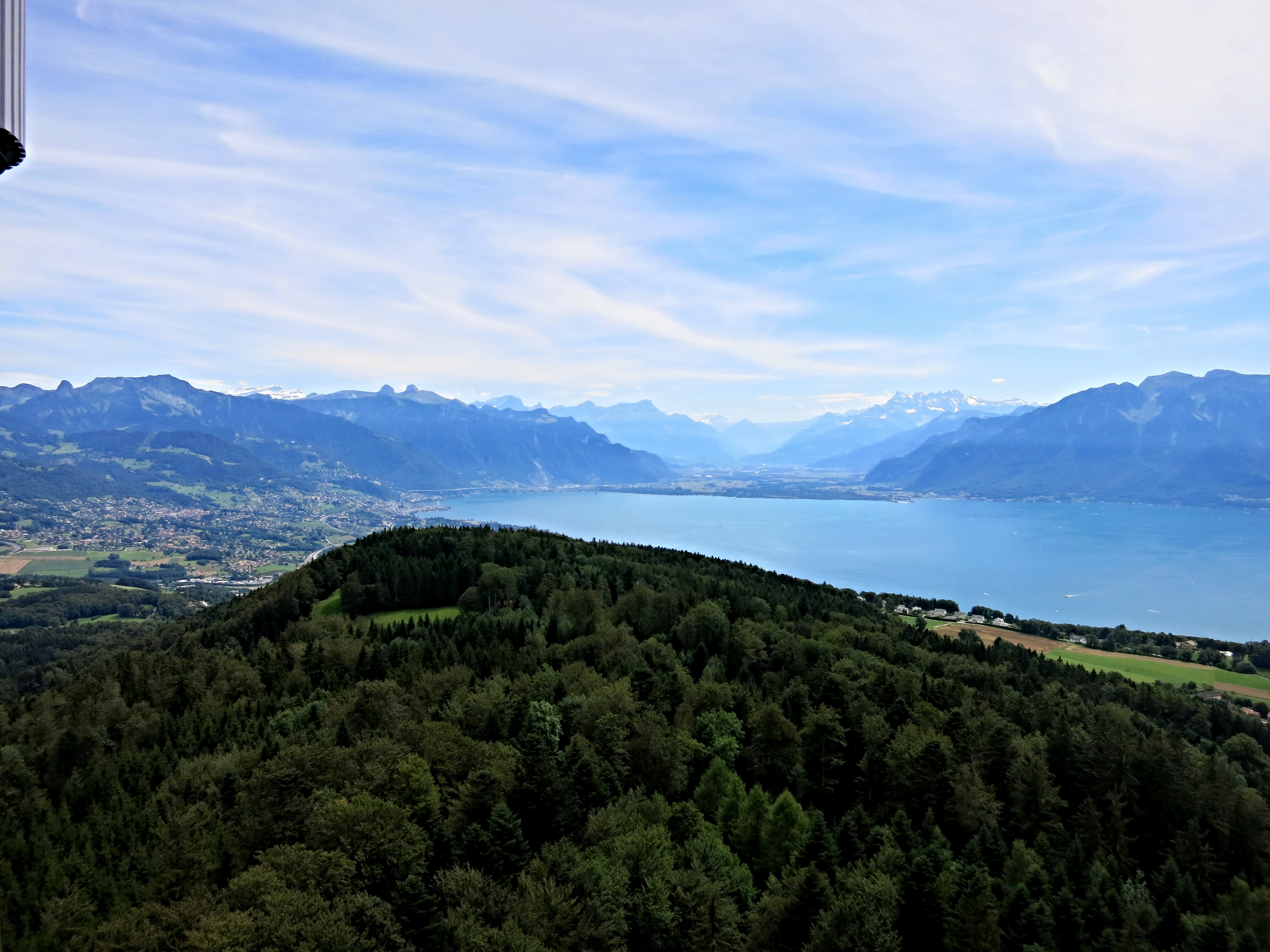
Oblast Ženevského jezera při pohledu z Mont Pèlerin

Jongny leží v nadmořské výšce 639 m, vzdušnou čarou 2 km severně od okresního města Vevey. Obec se rozkládá po obou stranách malého údolí Ruisseau de Bergère na strmém jihovýchodním svahu hory Mont Pèlerin, v panoramatické poloze asi 260 metrů nad hladinou Ženevského jezera a vysoko nad městem Vevey.
Území obce o rozloze 2,2 km² se rozkládá na části poblíž severovýchodního břehu Ženevského jezera. Území obce se rozkládá od strmého svahu na pravé (severní) straně údolí řeky Veveyse směrem na sever až k širokému sedlu mezi vrcholy Mont Pèlerin na západě a Mont Vuarat na východě. Tímto sedlem (753 m n. m.) prochází rozvodí mezi povodími Rhôny a Rýna. Na severu zasahuje úzký úsek oblasti do pramenů řeky Biorde, která přivádí vodu do řeky Broye (v povodí Rýna). Nejvyššího bodu Jongny, 785 m n. m., se dosahuje ve výšce lesa Mont Choisy. V roce 1997 bylo 24 % rozlohy obce pokryto zastavěnou plochou, 20 % lesy a lesními porosty, 54 % zemědělstvím a o něco méně než 1 % neproduktivní půdou.
Jongny zahrnuje rozsáhlé čtvrti rodinných domů a několik samostatně stojících farem. Sousedními obcemi Jongny jsou Corsier-sur-Vevey a Chardonne v kantonu Vaud a Attalens v kantonu Fribourg.

## Historie
První písemná zmínka o obci pochází z roku 1168 a nese název Iaunie. Později se objevily názvy Jalnie a Galniei (ve 12. století), Jongnye (1373) a Jongnyez (1522). Etymologie názvu místa není známa.
Jongny leží v místě, kde se v římských dobách setkávaly vojenské cesty z Aventicum (Avenches) a Lausanne, které pak vedly podél východního břehu Ženevského jezera přes Octodurum (Martigny) do Velkého Svatobernardského průsmyku. Od středověku spadalo Jongny pod jurisdikci lausannského biskupa a patřilo k farnosti Corsier. V některých obdobích bylo Jongny lénem rodu Blonay.
Po dobytí Vaudu Bernem v roce 1536 přešla vesnice pod správu panství Lausanne. Po pádu Staré konfederace patřila obec v letech 1798–1803 v období Helvétské republiky ke kantonu Léman, který byl poté, když vstoupila v platnost Ústava o zprostředkování, sloučen s kantonem Vaud. V roce 1798 byla přiřazena k okresu Vevey. Jongny bylo součástí velké farnosti Corsier a politicky samostatnou obcí se stalo až po jejím oddělení v roce 1816. První hotely byly postaveny na konci 19. století. Jongny nemá vlastní kostel, patří pod farnost Chardonne.

## Obyvatelstvo
| Rok            | 1764 | 1798 | 1850 | 1888 | 1900 | 1950 | 1970 | 1990 | 2000 |
| Počet obyvatel | 111  | 156  | 279  | 341  | 308  | 338  | 511  | 1133 | 1286 |

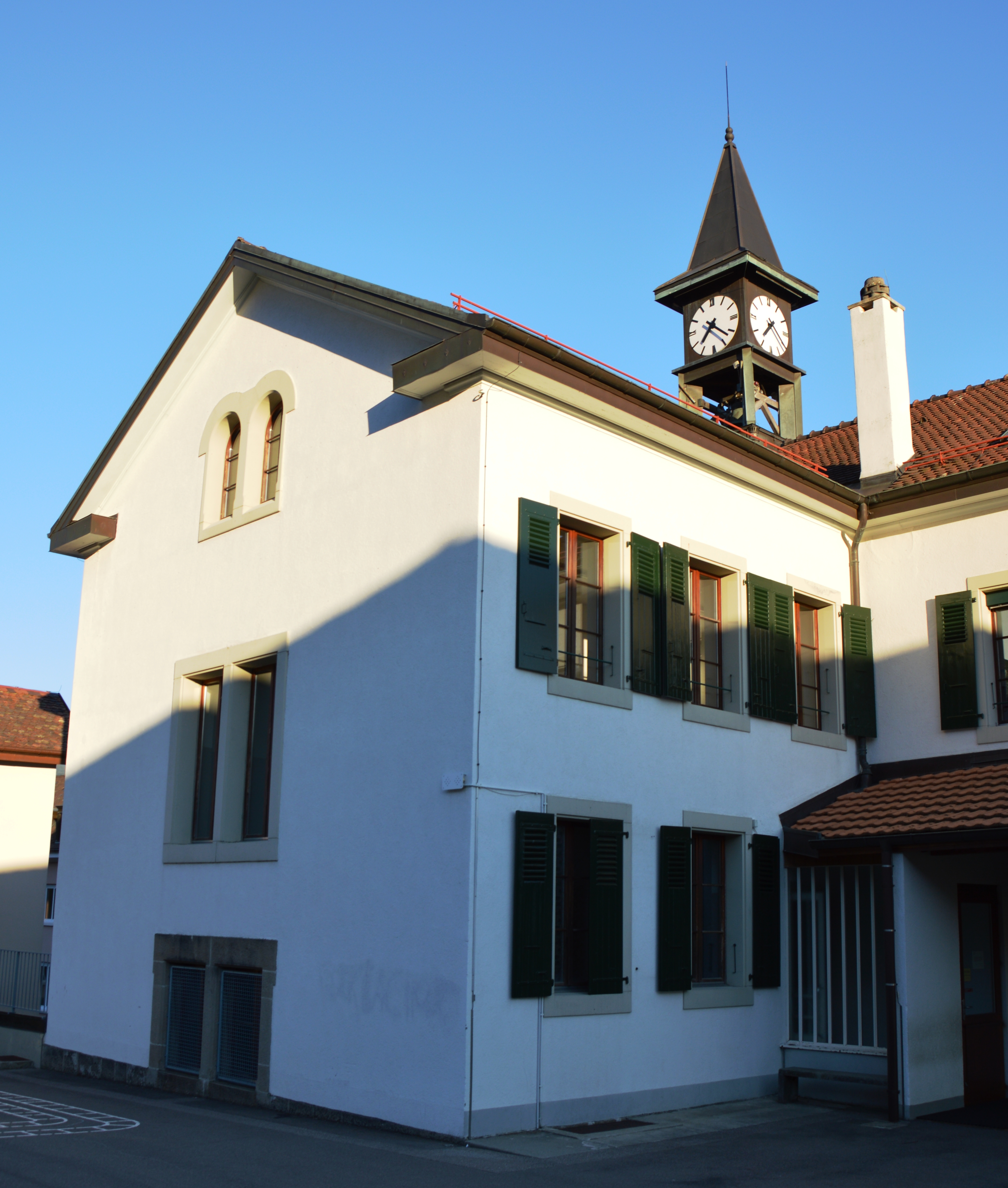
Škola

83,8 % obyvatel mluví francouzsky, 9,1 % německy a 2,3 % anglicky (stav v roce 2000). V roce 1850 žilo v Jongny 279 obyvatel a v roce 1900 308 obyvatel. Od roku 1960 (386 obyvatel) se počet obyvatel výrazně zvýšil, během 40 let se počet obyvatel zčtyřnásobil. Dnes se sídelní oblast Jongny plynule spojila se zástavbou obce Chardonne.

## Hospodářství
Až do druhé poloviny 20. století bylo Jongny převážně zemědělskou obcí. Dnes hraje zemědělství a chov dobytka ve struktuře obživy obyvatel jen menší roli. V nejníže položené části obce se obdělává několik hektarů vinic.
Další pracovní příležitosti jsou k dispozici v místních drobných podnicích a především v sektoru služeb. V Jongny bývala cihelna a pila. Dnes se v obci usídlily firmy z oblasti stavebnictví, dopravy a reklamy. V posledních desetiletích se obec díky své atraktivní poloze (s výhledem přes Ženevské jezero na Alpy a na jihozápad až k Jurovi) rozvinula v rezidenční obec. Mnoho zaměstnanců dojíždí za prací do regionu Vevey-Montreux a případně také do Lausanne.

## Doprava
Obec má dobré dopravní spojení. Leží na staré hlavní silnici z Vevey přes Châtel-Saint-Denis do Fribourgu. Nejbližší dálniční křižovatky na dálnici A9 (Lausanne–Sion), která byla otevřena v roce 1970, jsou u Chexbres (na západě) a Vevey (na východě), obě vzdálené asi 6 km od centra obce. Jongny je napojeno na síť veřejné dopravy prostřednictvím linky Postbusu, která jezdí z Vevey do Châtel-Saint-Denis.